# انیون (اوهایو)
انیون(به انگلیسی: Union) شهری در ایالت اوهایو کشور ایالات متحده آمریکا است که جمعیت آن در سرشماری سال ۲۰۱۰ میلادی، ۶٬۴۱۹ نفر بوده‌است.